# In Their Own Words
In Their Own Words è un video documentario sulla storia dei Black Sabbath. Il DVD contiene vari filmati ed interviste ai membri del gruppo, altri musicisti e critici musicali. È stato allegato, inoltre, un libro con interviste e foto del gruppo.